# 闫村镇
闫村镇，是中华人民共和国陕西省商洛市商州区下辖的一个乡镇级行政单位。
2015年，陕西省民政厅批复同意撤销上官坊镇，并入闫村镇。

## 行政区划
闫村镇下辖以下地区：
街道村、下碥村、肖岭沟村、南宽坪村、黄竹爬村、流岭沟村、桃树坪村、闫村、沙河湾村、花园村、磨沟村、磨沟口村、安武村、姚举沟村和大西沟村。